# Abronia vasconcelosii
Abronia vasconcelosii (абронія Бокура) — вид веретільницеподібних ящірок родини веретільницевих (Anguidae). Ендемік Гватемали.

## Поширення і екологія
Абронії Бокура мешкають в горах Гватемальського нагір'я. Вони живуть в гірських тропічних лісах, на висоті від 2000 до 2200 м над рівнем моря. Ведуть деревний спосіб життя.

## Збереження
МСОП класифікує цей вид як вразливий. Abronia vasconcelosii загрожує знищення природного середовища.